# Tour du Limousin 2003
La 36e édition du Tour du Limousin s'est déroulée du 19 au 22 août 2003, et a vu s'imposer l'Italien Massimiliano Lelli.

## La course
À Saint-Junien, le champion de France Didier Rous s'impose avec 40 secondes d'avance sur Massimiliano Lelli.
La seconde étape se déroule sous une pluie battante, et Cédric Vasseur se détache d'un groupe de 10 hommes dans le Maupuy pour l'emporter à Guéret.
Le troisième jour, Frédéric Bessy est repris à 50 mètres de l'arrivée à Vassivière et c'est Nicolas Vogondy qui lève les bras.
Alors qu'il semble avoir la victoire finale assurée, Didier Rous chute dans la dernière étape remportée au sprint par l'Autrichien Bernhard Eisel.
Massimiliano Lelli, second du général depuis le premier jour, profite de la chute de Didier Rous et remporte le Tour du Limousin.

## Classements des étapes
| Étape     | Date    | Villes étapes                | Vainqueur d'étape | Équipe                 | Leader du classement général | Équipe                 |
| 1re étape | 19 août | Limoges - Saint-Junien       | Didier Rous       | Brioches La Boulangère | Didier Rous                  | Brioches La Boulangère |
| 2e étape  | 20 août | Saint-Junien - Guéret        | Cédric Vasseur    | Cofidis                | Didier Rous                  | Brioches La Boulangère |
| 3e étape  | 21 août | Aubusson - Lac de Vassivière | Nicolas Vogondy   | La Française des jeux  | Didier Rous                  | Brioches La Boulangère |
| 4e étape  | 22 août | Brive - Limoges              | Bernhard Eisel    | La Française des jeux  | Massimiliano Lelli           | Cofidis                |

## Classement final
| 1.  | Massimiliano Lelli | Cofidis                |
| 2.  | Laurent Lefèvre    | Jean Delatour          |
| 3.  | Thor Hushovd       | Crédit agricole        |
| 4.  | Dmitriy Fofonov    | Cofidis                |
| 5.  | Médéric Clain      | Cofidis                |
| 6.  | Mickaël Pichon     | La Française des jeux  |
| 7.  | David George       | Barloworld             |
| 8.  | Walter Bénéteau    | Brioches La Boulangère |
| 9.  | Andy Flickinger    | AG2R Prévoyance        |
| 10. | Gilles Bouvard     | Jean Delatour          |